# Jan Dobrzański (pisarz)

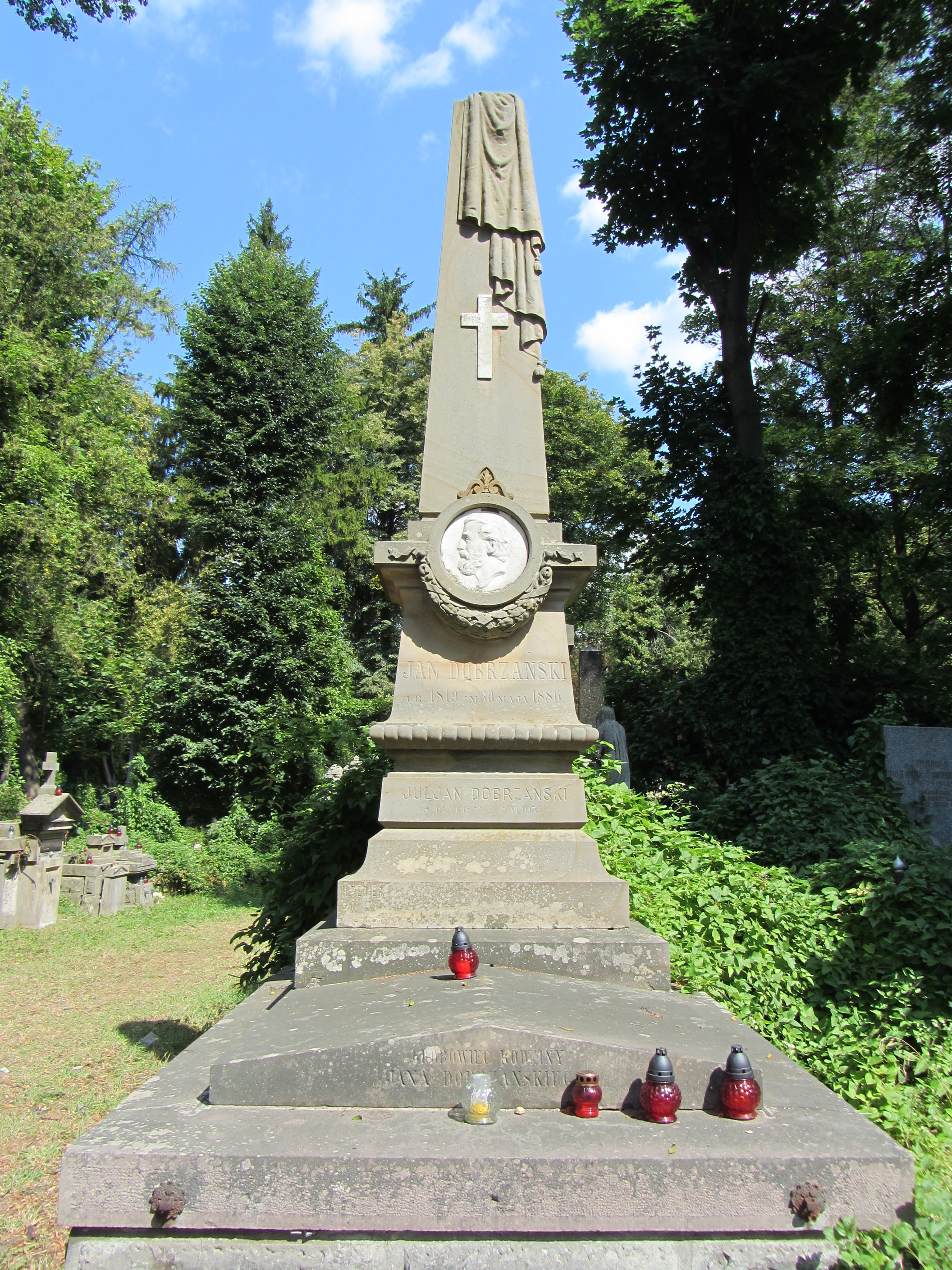
Grobowiec rodzinny na Cmentarzu Łyczakowskim we Lwowie

Jan Dobrzański (ur. 1819 lub 1820 w Czarnej, zm. 30 maja 1886 we Lwowie) – polski redaktor i pisarz, dyrektor polskiej sceny teatralnej we Lwowie mieszczącej się w Teatrze Skarbkowskim, członek Wydziału Towarzystwa Gimnastycznego „Sokół” we Lwowie w 1867 roku.

## Życiorys
Urodził się jako syn leśniczego, zubożałego szlachcica. W 1839, po ukończeniu gimnazjum w Przemyślu, rozpoczął studia filozoficzne na Uniwersytecie Lwowskim. Nie ukończył ich jednak i rozpoczął w 1841 pracę w redakcji „Gazety Lwowskiej”, a od 1845 w „Dzienniku Mód Paryskich” (pierwszy poważny periodyk literacki we Lwowie). W 1843 przyjął posadę nauczyciela na dworze Sapiehów, gdzie uczył młodego Adama. W tym roku ożenił się z Karoliną Smochowską, córką znanego aktora Witalisa.
W okresie Wiosny Ludów 1848 był aktywnym działaczem politycznym, domagał się swobód politycznych dla Polaków, popularyzował hasło restauracji Polski w dawnych granicach, wszedł w skład Centralnej Rady Narodowej. Po kapitulacji Lwowa został aresztowany, wcielony do karnych batalionów i wysłany do Josephstadt, skąd powrócił w 1850. W 1854 założył pismo Nowiny, które zmieniło później nazwę na Dziennik Literacki i prowadził je do 1865. Publikowali tam swoje utwory pisarze tacy jak m.in. Adam Asnyk, Władysław Łoziński, Kazimierz Chłędowski i in.
Do roku 1863 działał w stronnictwie czerwonych w Galicji. Założył i kierował Komitetem Bratniej Pomocy, niosącym pomoc powstańcom styczniowym w roku 1864. Naczelnik Ławy Lwowskiej. Współzałożyciel Towarzystwa Gimnastycznego „Sokół” i pierwszego gniazda we Lwowie (1867). W 1865 objął założone w 1863 pismo „Gazeta Narodowa” i wydawał je przez dwadzieścia lat do 1885. W latach 1867–1868 wydawał i redagował Tygodnik Niedzielny. W następnych latach zaangażował się w działalność teatralną. W 1875 został dyrektorem teatru polskiego we Lwowie i był nim w latach 1875−1881 oraz 1883−1886. Współdziałał w założeniu Towarzystwa Przyjaciół Sceny, stworzył też Szkołę dramatyczną.
Uznawany za jednego z twórców nowoczesnego dziennikarstwa polskiego. Miał udział w powstaniu prawie wszystkich periodyków i gazet lwowskich. Nazywano go królem Janem IV. Do jego zasług należy też uwolnienie sceny polskiej we Lwowie od zależności od teatru niemieckiego w 1871, gdy został jej dyrektorem.
Został pochowany na cmentarzu Łyczakowskim.
Był ojcem Stanisława (1847-1880) oraz Adeli (1840-1895), której mężem był Włodzimierz Bańkowski.